# Ujedinjeno Baltičko Vojvodstvo
Ujedinjeno Baltičko Vojvodstvo (njem.: Vereinigtes Baltisches Herzogtum; let.: Apvienotā Baltijas hercogiste; est.: Ühendatud Balti Hertsogiriik) bila je kratkotrajna država koja je na samom kraju Prvog svjetskog rata postojala na području današnje Latvije i Estonije kao klijent Njemačkog Carstva. 

## Povijest
Prije rata ta su područja pripadala Kurlandskoj, Livonskoj i Autonomnoj estonskoj guberniji Ruskoga Carstva, a tijekom ratnih operacija te društvene i političke nesigurnosti nastale ruskom revolucijom do veljače 1918. okupirale su ih njemačke snage. Njemačke su okupacijske vlasti počele ustrojavati lokalne organe vlasti, oslanjajući se prije svega na mjesnu zemljoposjedničku elitu (junkere) koje su činili Baltički Nijemci. Dana 3. ožujka 1918. Sovjetska Rusija se Brest-Litovskim mirom odrekla Kurlandske gubernije, a 27. kolovoza 1918. priznala je njemačku vlast nad ostatkom okupiranih područja. Dana 8. ožujka 1918. na području bivše Kurlandske gubernije proglašeno je Vojvodstvo Kurlandija i Semigalija čiji je suveren postao njemački car Vilim II. Dana 12. travnja 1918. zemaljske skupštine u Livoniji i Estoniji proglasile su tzv. Baltičku državu (njem.: Baltische Staat). Ta su se dva entiteta 22. rujna ujedinila u Ujedinjeno Baltičko Vojvodstvo. Novu državu trebalo je činiti sedam kantona (četiri u Latviji, tri u Estoniji), a njezin monarh trebao je biti vojvoda  Alfred Friedrich od Mecklenburga. U njegovo je ime 5. studenoga vlast preuzeo Regentski savjet. Međutim, samo šest dana kasnije Njemačka je potpisala primirje sa silama Antante i njezine su se postrojbe počele povlačiti s okupiranih područja na istoku. Ostavši bez njihove podrške, Regentski je savjet prestao djelovati 28. studenoga 1918. Mjesna milicija, poznata kao Baltički Landwehr, je, međutim, uz podršku ruskih bjelogardejaca još nekoliko mjeseci vodila borbe protiv vojnih snaga novoproglašene Latvije i Estonije, prije nego što je pod pritiskom Britanaca bila prisiljena predati oružje.

## Vanjske poveznice
- Latvija na World Statesmen, pristupljeno 11. svibnja 2022.
- Baltičke zastave na Encyclopædia Heraldica, pristupljeno 11. svibnja 2022.
- Baltičko Vojvodstvo (1918.), pristupljeno 11. svibnja 2022.